# منتخب ألمانيا لكرة القدم
منتخب ألمانيا لكرة القدم (بالألمانية: Deutschland Fußball-Nationalmannschaft)، ويعرف بكنية «المانشافت» (بالألمانية: Die Mannschaft)، أي «الفريق»، وأيضاً بكنية «الماكينات»، هو ممثل ألمانيا الرسمي في رياضة كرة القدم، تأسس الاتحاد الألماني لكرة القدم في عام 1900 وانضم إلى الاتحاد الدولي لكرة القدم منذ تأسيسه عام 1904 في باريس، وفي الاتحاد الأوروبي لكرة القدم منذ عام 1954، يعد المنتخب الألماني أكبر منتخب لكرة القدم في التاريخ من حيث الإنجازات والأرقام القياسية وأكثر منتخب فاز في مباريات في كأس العالم وأكثر المنتخبات حفاظًا على مستواه في كأس العالم على مر التاريخ.
تُعتبر ألمانيا من أقوى دول العالم في صناعة كرة القدم، حيث شارك المنتخب الأول في جميع نهائيات كأس العالم ما عدا الأعوام (1930، 1950). حصد اللقب في أربع منها (1954 و1974 و1990 و2014 ). على المستوى الأوروبي أصبحت ألمانيا أنجح منتخبات القارة العجوز في كأس الأمم الأوروبية وأكثرها تتويجاً بالألقاب (1972 و 1980 و1996)، فيما حلت وصيفة في أعوام (1976 و1992 و2008)، فيما فاز بكأس القارات عام 2017 واحتل المركز الثالث عام 2005.

## تاريخ

### السنوات الأولى (1898-1920)

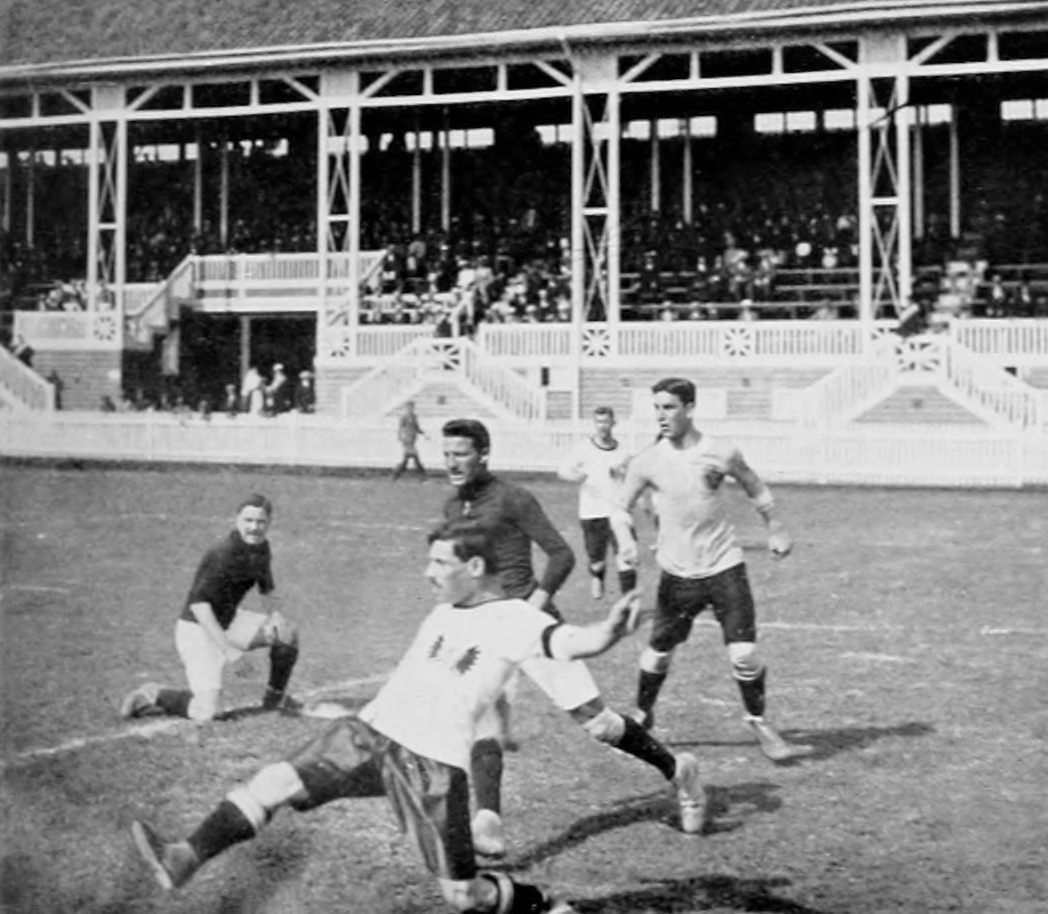
النمسا ضد ألمانيا في دورة الألعاب الأولمبية الصيفية 1912

تعود فكرة تأسيس المنتخب الوطني الألماني لفالتر بينيسمان، أحد أهم رواد كرة القدم في ألمانيا والذي ساهم بتأسيس عدة أندية ألمانية في جنوب ألمانيا وشغل منصب نائب رئيس رابطة أندية جنوب ألمانيا، حيث قام فالتر بين عامي 1901-1899 بتشكيل منتخب ألماني يضم مجموعة من لاعبي أندية جنوب ألمانيا، ونظم خمس مباريات مع فرق إنكليزية وانتهت المباريات جميعها بنتائج ثقيلة جداً لصالح الفرق الإنكليزية، وفي 28 يناير لعام 1900، اجتمع في لايبزيغ رؤساء الأندية الألمانية لتأسيس اتحاد لكرة القدم يشرف على تنظيم اللعبة في ألمانيا، وقدحدث ذلك بالفعل وتم تشكيل اتحاد رياضي لكرة القدم في ألمانيا، وانتخب فرديناند هوبي كرئيس للاتحاد الألماني في ذلك الوقت، لتنضم ألمانيا بعدها بأربع أعوام إلى الاتحاد الدولي لكرة القدم.
لكن المصاعب لم تنتهِ مع تأسيس الاتحاد المنظم للعبة في ألمانيا، حيث لم يتمكن الألمان من تنظيم أي مباراة تجمع منتخبهم مع منتخب آخر حتى الخامس من أبريل عام1908، حين تمكن هوغو إيغون كوباسيك أحد أعضاء الاتحاد الألماني ورئيس نادي فيكتوريا هامبورغ من تنظيم أول مباراة دولية لألمانيا كانت حينها أمام سويسرا في مدينة بازل السويسرية ولم تكن بداية، سعيدة وانتهت بفوز سويسرا بنتيجة 3 -5  التي خاضتها ألمانيا دون مدرب واعتمدت على كوباسيك في وضع التشكيلة والخطط الفنية، للمباراة التي سجل فيها بيكر لاعب نادي فرانكفورت كيكرز الهدف الأول في الدقيقة السادسة من المباراة، وكان ذلك أول هدف في تاريخ ألمانيا. أثارت تلك الخسارة حفيظة الألمان الذين راحوا يتباحثون عن السبل الكفيلة بتطوير اللعبة، فقرر الاتحاد الألماني الاعتماد على الروابط المحلية والإقليمية في اختيار اللاعبين المناسبين لتمثيل المنتخب الوطني الألماني، كرابطة جنوب غرب ألمانيا لكرة القدم ورابطة هامبورغ ألتونا لكرة القدم ورابطة أندية لايبزيغ لكرة القدم ورابطة أندية جنوب ألمانيا لكرة القدم.
لكن ذلك لم يجدِ نفعاً، واستمر المانشافت بالتخبط وتلقي الخسارات في المباريات الدولية أمام إنكلترا والنمسا ثم حققوا في الرابع من أبريل نيسان أول فوز لهم على حساب المنتخب السويسري بهدف مقابل لا شيء، قبل أن يخرج الألمان خاليي الوفاض من مشاركتهم الأولى في أولمبياد ستوكهولم 1912  حيث سحق منتخب ألمانيا نظيره الروسي بنتيجة 16-0 ونجح «جوتفريد فوخس» في تسجيل 10 أهداف ليعادل الرقم القياسي المسجل باسم «سوفوس نيلسن». وخروجهم من الدور الأول بعد خسارتهم مع النمسا 1-5، ثم لم تشارك ألمانيا في أولمبياد أنتويرب 1920 وأولمبياد باريس 1924 لأسباب سياسية بحتة.

### بعد الحرب العالمية الأولى (1920–1933)
لعب منتخب ألمانيا أول مباراة دولية بعد الحرب العالمية الأولى في 27 يونيو 1920 حيث خسر أمام المنتخب السويسري 1-4 .لعبت ألمانيا خلال هذه الفترة 55 مباراة فازت في 23 مباراة وتعادلت في 13 وخسرت في 19. لم تشارك ألمانيا في أولمبياد انتويرب 1920 وأولمبياد باريس 1924 لأسباب سياسية. لكنها شاركت بعد ذلك في أولمبياد أمستردام 1928 فازت على سويسرا 4-0  وتأهل إلى الدور الثاني حيث خرجت منه بعد الخسارة من الأوروغواي حاملة اللقب بنتيجة 1-4  ثم تم استدعاء ألمانيا للمشاركة في كأس العالم 1930 في الأوروغواي لكنها رفضت الدعوة بسبب فترة الكساد الأوروبية وبعد المسافة من ألمانيا للأوروغواي والتي تستغرق السفر لمدة 3 أسابيع عن طريق البحر وأيضاً عدم وجود دافع قوي كونها أول نسخة من كأس العالم.

### منتخب ألمانيا خلال الحكم النازي

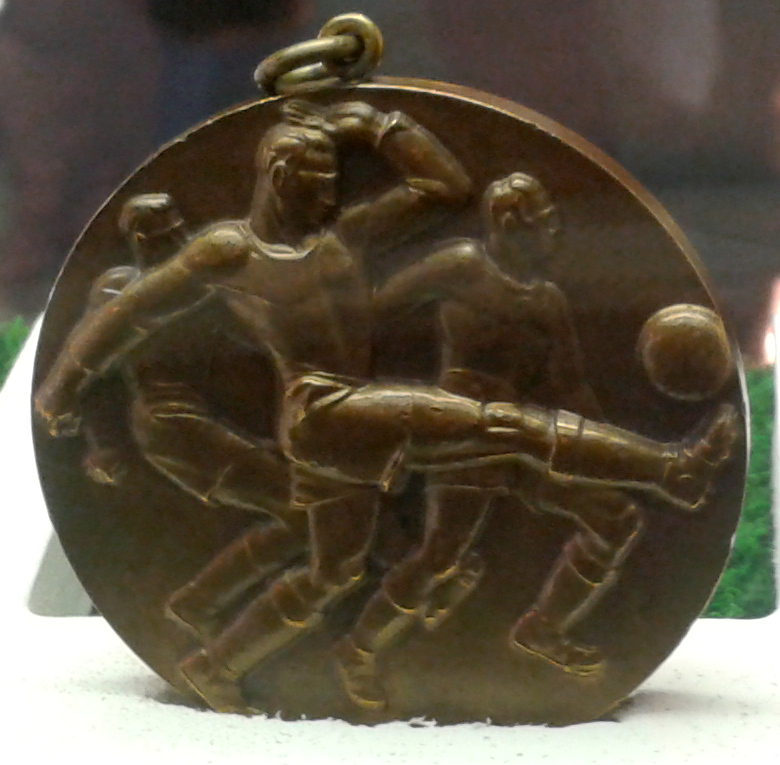
الميدالية البرونزية في كأس العالم 1934

شاركت ألمانيا خلال هذه الفترة في كأس العالم لكرة القدم 1934 في إيطاليا، وبدأت بداية قوية في الدور الأول من خلال الفوز على بلجيكا بنتيجة 5-2 ثم فازت بعد ذلك على السويد 2-1 في ربع النهائي ,, قبل أن تخسر من تشيكوسلوفاكيا في نصف النهائي بنتيجة 3-1 لتلعب بعد ذلك أمام النمسا في مباراة تحديد المركز الثالث وتفوز 3-2 لتتوج بالميدالية البرونزية.
وفي عام 1935 لعب المنتخب الألماني 17 مباراة ودية تحضيراً لأولمبياد 1936 والتي استضافتها برلين لكن على الرغم من كل هذه التحضيرات إلا أنها لم تحقق شيء يُذكر في أولمبياد 1936 وخرجت من الدور الثاني بعد الخسارة من النرويج 2-1.
وفي كأس العالم 1938 في فرنسا استمر الإخفاق الألماني حيث خرج المانشافت من الدور الأول بعد أن خسر من سويسرا لتكون تلك المشاركة هي الأسوء في تاريخ مشاركات ألمانيا في كأس العالم، وفي 22 نوفمبر 1942 لعبت ألمانيا مباراة ودية أمام سلوفاكيا وفازت بها بنتيجة 5-2 وبعد هذه المباراة تم تجنيد لاعبي المنتخب الألماني على يد النازيين، ولم تلعب ألمانيا بعد ذلك أي مباراة لمدة 8 سنوات تقريباً.

### كأس العالم 1954

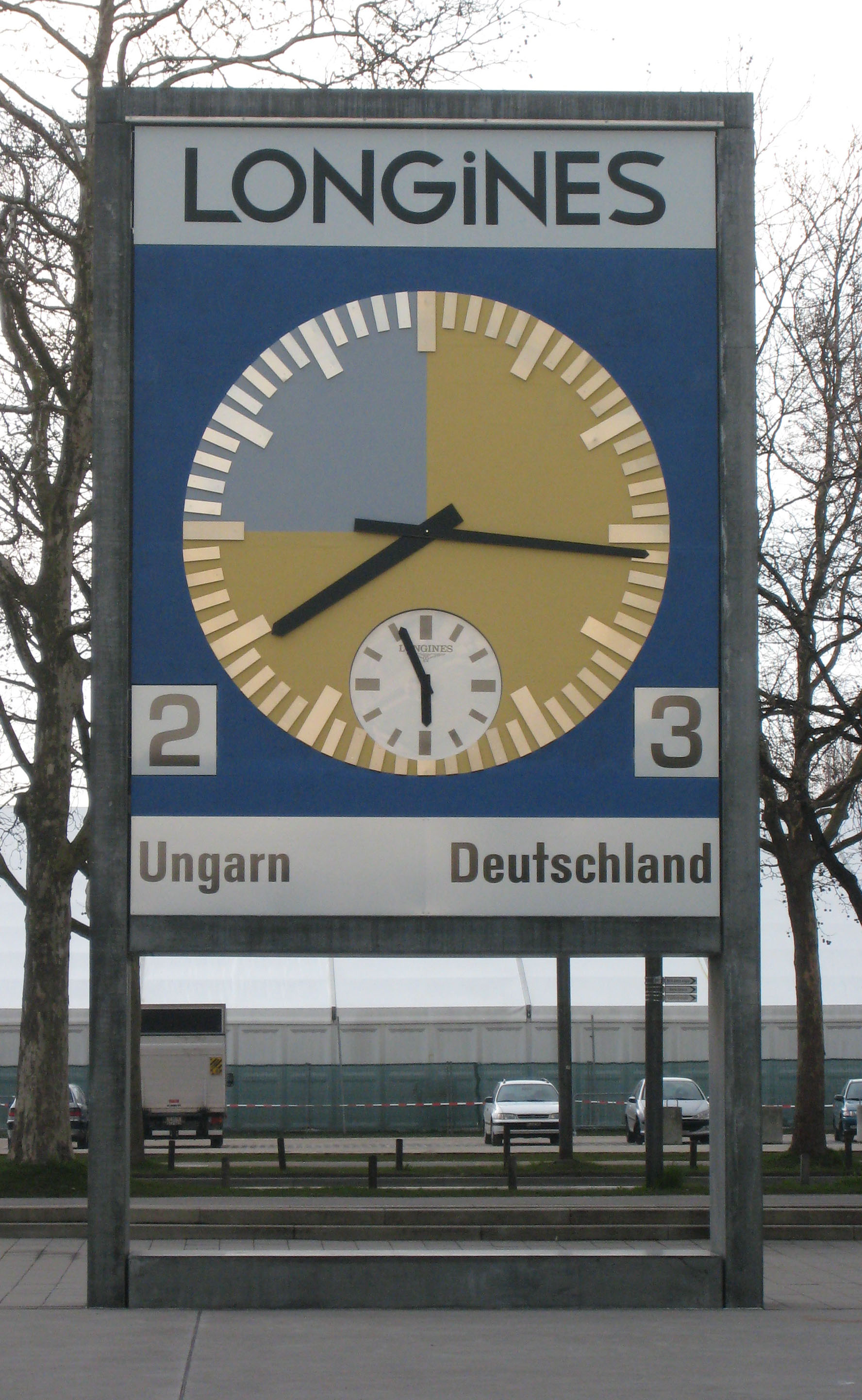
عرضت ساعة المباراة النهائية لكأس العالم 1954 التي تم ترميمها كنصب تذكاري في استاد سويس وانكدورف في بيرن.

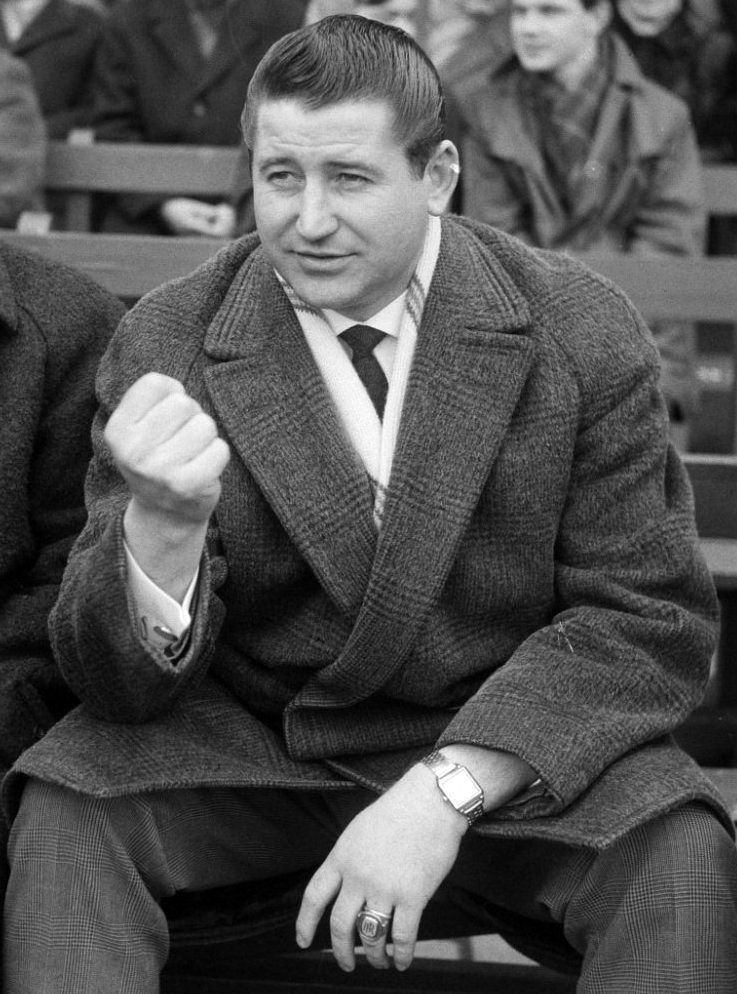
هيلموت ران صاحب هدف الفوز في مرمى المجر في نهائي كأس العالم 1954

لم تشارك ألمانيا في كأس العالم 1950 بسبب العقوبات المفروضة عليها بعد الحرب العالمية الثانية لكنها شاركت في مونديال سويسرا 1954 لتحدث بعد ذلك ما يسمى بـ معجزة بيرن! كان المنتخب الذي يشرف على تدريبه سيب هيربرغر قد شارك في أول بطولة كبرى له بعد الحرب العالمية الثانية وكان يخوض ثالث بطولة كأس عالم في تاريخه وحقق المنتخب الألماني أربعة إنتصارات ضد تركيا (4-1 و7-2) ويوغوسلافيا (2-0) والنمسا (6-1) ثم مني بهزيمة كبيرة أمام المجر 8-3 قبل أن يبلغ المباراة النهائية. في المقابل كان الأمر مختلفاً تماماً بالنسبة للمنتخب المجري الذي لم يخسر أي مباراة منذ 14 مايو 1950، وشهد طريق المنتخب المجري إلى المباراة النهائية تخطيه تركيا (7-0) وألمانيا (8-3) بالإضافة إلى انتصارين على البرازيل (4-2) وعلى الأوروغواي (4-2 بعد التمديد) في ربع ونصف النهائي على التوالي. وكان المنتخب المجري مرشح بقوة لإحراز أول ألقابه في كأس العالم والواقع بأن الوفد المجري في سويسرا كان قد أعّد حفل استقبال للاعبين والمسؤولين الكبار والصحافيين في اليوم التالي للمباراة النهائية أما في المجر فقد تم إصدار طوابع بريدية في حين بدأ المسؤولون المجريون يعدون العدة لإقامة تمثال ضخم للاعبين. فلم يكن أحد يشك في قدرة المجريين على إحراز لقبهم الأول في كأس العالم. ولكن كم كانوا مخطئين.

بعد معجزة بيرن وتتويج ألمانيا بلقبها المونديالي الأول شاركت ألمانيا في كأس العالم 1958 بالسويد كحاملة للقب وتمكنت من الوصول إلى نصف النهائي لكنها بعد ذلك خسرت من مستضيف البطولة المنتخب السويدي بنتيجة 3-1 ثم في مونديال تشيلي استمر الإخفاق الألماني بالخروج من ربع النهائي بعد الخسارة من يوغوسلافيا في الدقائق الأخيرة من عمر المباراة بنتيجة 1-0 ثم في مونديال انكلترا 1966 تمكن الالمان من الوصول إلى النهائي لكنهم بعد ذلك خسروا من مستضيف البطولة في المباراة النهائية بعد أن تعرضوا لظلم تحكيمي كبير باحتساب هدف مشكوك في صحته لانكلترا في الأشواط الإضافية، ليخسر المانشافت بنتيجة 4-2 بعد التمديد.

### الفترة الذهبية للمانشافت

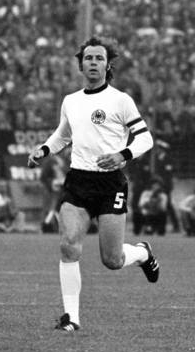
فرانز بيكنباور عام 1974

حققت ألمانيا أفضل نتائجها خلال هذه الفترة بفوزها بـ 5 ألقاب عالمية ابتداءً بـيورو 1972، عندما فازت على الاتحاد السوفيتي بثلاثية نظيفة في المباراة النهائية، ثم بعد ذلك استضافت كأس العالم لكرة القدم 1974 وفازت به على حساب هولندا، بقيادة فرانز بيكنباور وغيرد مولر وسيب ماير. ثم لاحقاً فازت بـيورو 1980، وكأس العالم 1990 بقيادة لوثار ماثيوس ويورغن كلينسمان وبيير ليتبارسكي بالإضافة إلى يورو 1996 لتكون هذه الفترة هي الأفضل في تاريخ المانشافت.

### عصر لوف

#### كأس أوروبا 2008
بعد استقالة يورغن كلينسمان من تدريب المنتخب تولى مساعده يواكيم لوف المهمة. في يورو 2008 رغم البداية السيئة للمنتخب الألماني في بداية البطولة إلا أن تغيير تشكيلة الفريق وإخراج اللاعب الكبير الذي كان أداءه سلبيا جدا في البطولة ماريو غوميز منها، أدى إلى حدوث تغيير كبير في أداء الفريق وقد تأهل إلى النهائي وخسره أمام المنتخب الأسباني بهدف للا شيء سجل أهداف ألمانيا في البطولة كل من : باستيان شفاينشتايغر، ميروسلاف كلوزه وفيليب لام ومايكل بالاك ولوكاس بودولسكي.

#### كأس العالم 2010

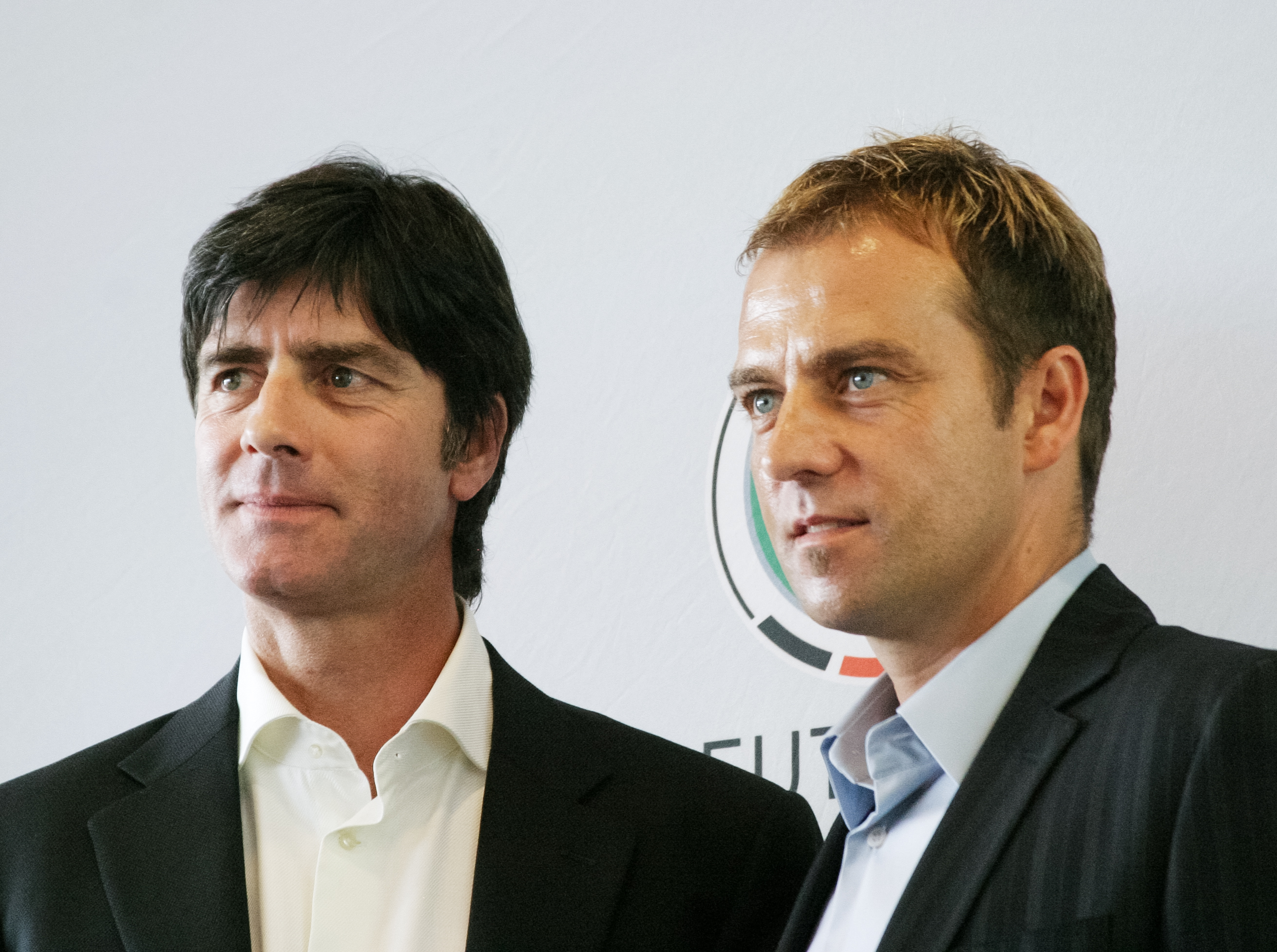
يواخيم لوف (يسار) ومساعده السابق هانسي فليك (يمين)

خاض المنتخب الألماني نهائيات كأس العالم 2010 تحت إدارة المدرب يواخيم لوف، وبعد تعرض مايكل بالاك للإصابة حمل شارة قيادة الفريق المدافع فيليب لام، ومنتخب هو الأصغر منذ العام 1930 حيث بلغ متوسط أعماره 24 سنة ليكون ثاني أصغر منتخب في النهائيات بعد غانا. في مبارته الافتتاحية حقق المنتخب الألماني فوزًا ساحقًا على أستراليا بنتيجة أربعة أهداف للاشيء، ولكن خسارته أمام صربيا بواحد مقابل لا شيء في المباراة الثانية كانت مفاجأة بالرغم من الأداء الألماني الممتاز، ثم يفوز على غانا بنتيجة واحد لصفر في مباراته الأخيرة ليتأهل إلى الدور الثاني في صدارة المجموعة.

في الدور الثاني خاض المنتخب الألماني أداءً رائعاً أمام انكلترا ليمنيها بهزيمة تاريخية بأربعة أهداف مقابل هدف واحد، ليوقف الحلم الإنكليزي ثم ليخوض مباراته التالية في مواجهة الأرجنتين ليمنيها أيضاً بهزيمة تاريخية بأربعة أهداف مقابل لا شيء، ليتأهل إلى المربع الذهبي في مواجهة إسبانيا التي خسر أمامها بنتيجة واحد لصفر بعد هيمنة وسيطرة المنتخب الأسباني على مجريات اللعبة بشوطيها، وليواجه الأورغواي على المركز الثالث، وينتصر عليها بنتيجة 3 - 2 بعد مباراة رائعة من كلا المنتخبين. لم يتوقع أحد للمنتخب الألماني أن يصل إلى هنا وأن يحقق النتائج التاريخية في ظل تشكيلة صغيرة لا تملك الخبرة الدولية، ليثبت القدرة على الهجوم والإبداع وإيجاد المواهب الجديدة، والاعتماد على السرعة والارتداد. وقد عادل هداف المنتخب الألماني ميروسلاف كلوزه رقم الهداف التاريخي لألمانيا غيرد مولر ب 14 هدفًا. وليصعد مولر جديد وموهوب والذي لم يلعب مباراة منتخبه ضد إسبانيا بسبب الإيقاف. كذلك ظهرت مواهب عدة أخرى ووجوه شابة جديدة مثل مسعود أوزيل صانع ألعاب المنتخب، وشتيفان كيسلينغ في الهجوم، وجيروم بواتينغ في الدفاع.

#### كأس العالم 2014

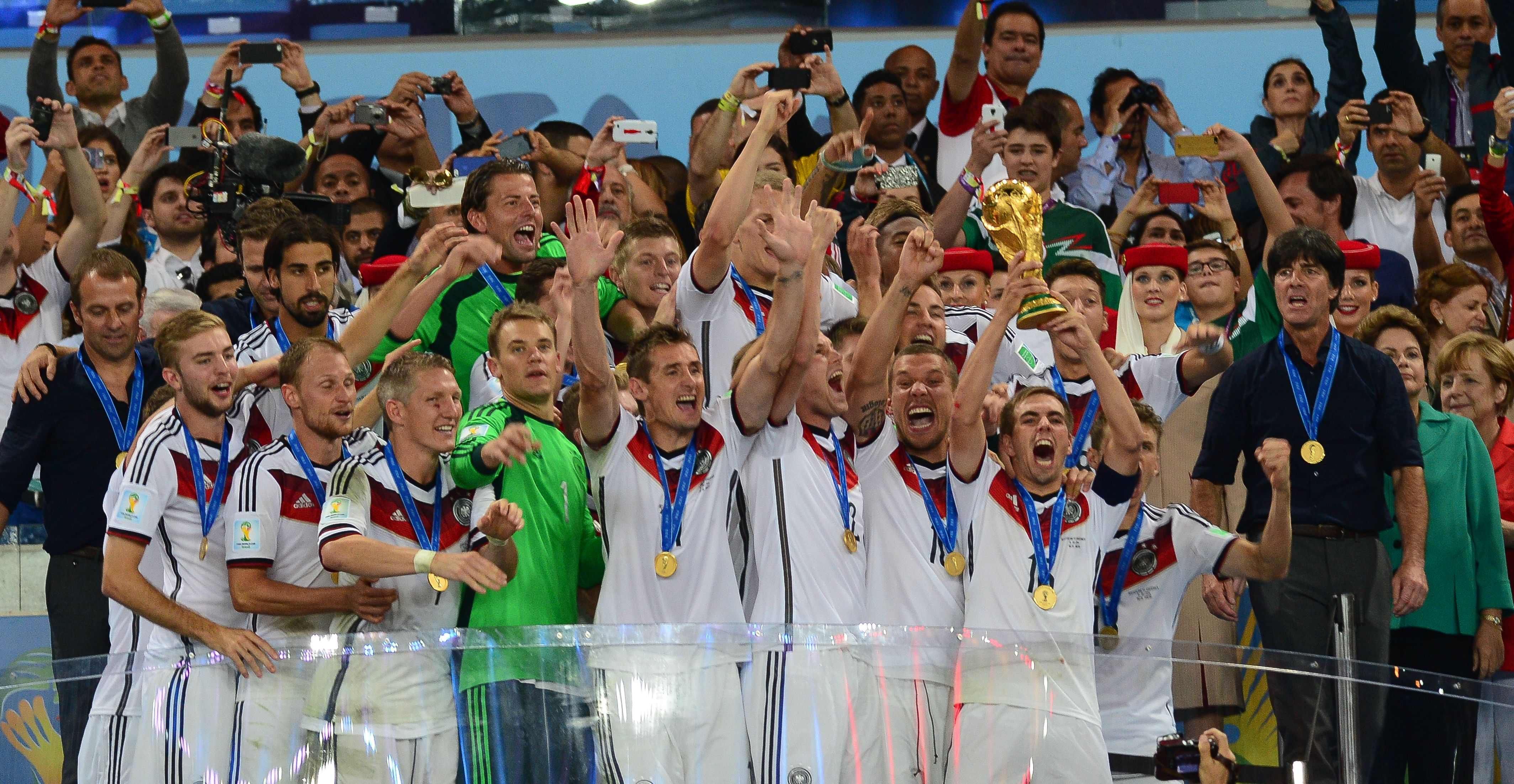
فيليب لام قائد المنتخب الألماني يرفع كأس العالم في ملعب ماراكانا في ريو دي جانيرو

وفي مونديال 2014 كان المنتخب الألماني في المجموعة السابعة مع كل من البرتغال وأمريكا وغانا، حققت الفوز 4-0 على البرتغال حيث أحرز توماس مولر 3 أهداف وماتس هوميلس هدف وتعادلت بصعوبة مع غانا 2-2 بهدفي ماريو غوتزه وميروسلاف كلوزه حيث أن الأخير قد عادل رقم البرازيلي رونالدو قبل أن يهزم المنتخب الأمريكي 1-0، وفي دور الـ16 هزم المنتخب الجزائري 2-1 بعد التمديد، وفي ربع النهائي هزم فرنسا 1-0.
في نصف النهائي فاجأ منتخب ألمانيا الجميع وهزم مستضيف البطولة وأبرز المرشحين للقب منتخب البرازيل بنتيجة تاريخية 7-1 وتعتبر أكبر خسارة في تاريخ المنتخب البرازيلي وقد أحرز كلوزه أحد أهداف المباراة محطماً رقم رونالدو ويكون بذلك الهداف التاريخي للمونديال.
وفي النهائي واجهت ألمانيا منتخب الأرجنتين وفاز عليه 1-0 بعد التمديد بهدف ماريو غوتزه معيداً الكأس إلى ألمانيا بعد 24 عاماً.

### الفشل في كأس العالم 2018 ودوري الأمم 2018-19

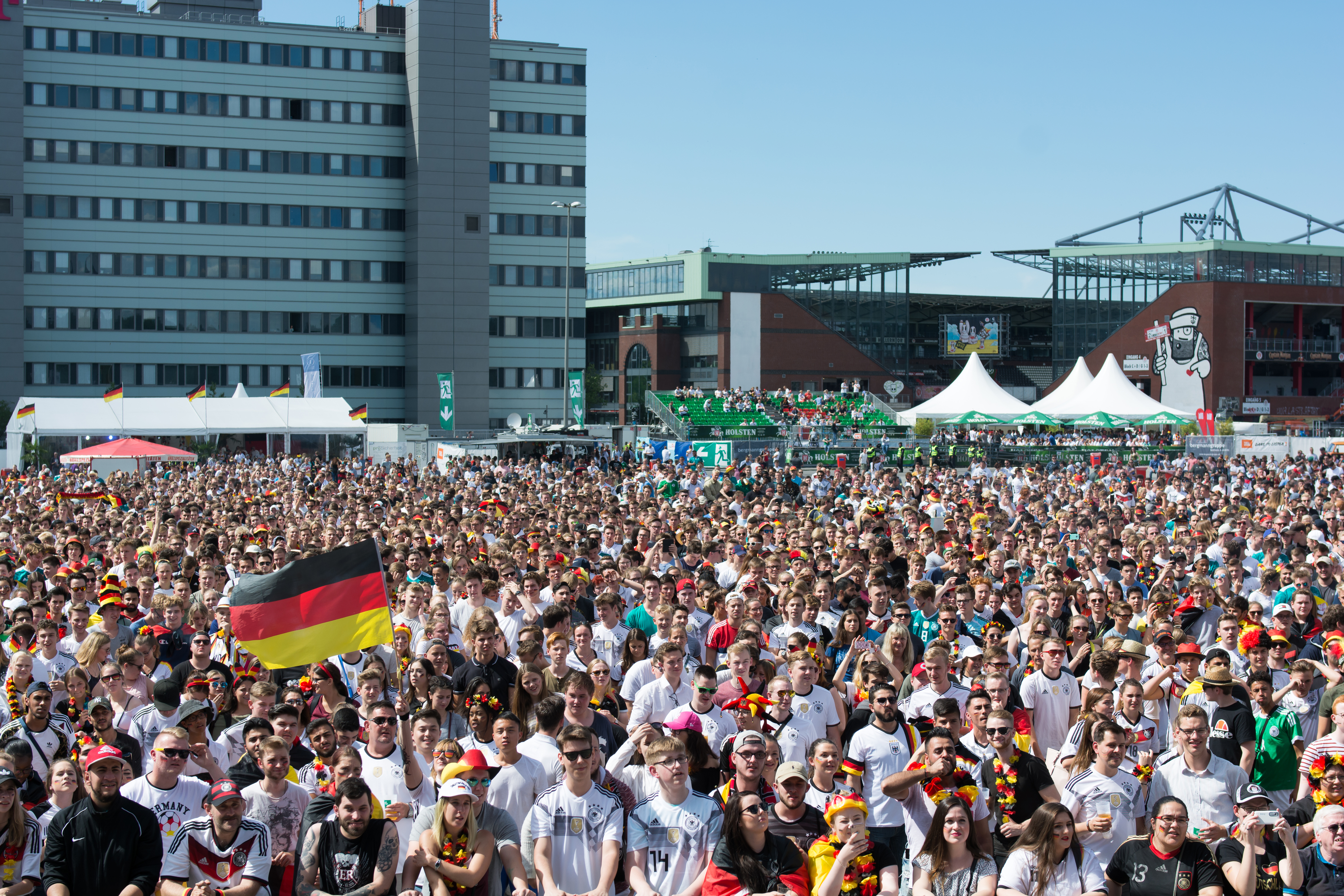
الجماهير تشاهد المباراة بين ألمانيا وكوريا الجنوبية.

### نجاتهم مع فليك (2021 حتى وقتنا الحاضر)
بعد النتائج المخيبة للآمال لألمانيا في يورو 2020، تولى هانسي فليك، المدير الفني السابق لبايرن ميونيخ، تدريب المنتخب الوطني. تتابعت بعد ذلك النجاحات، حيث واصلت ألمانيا الفوز على ليختنشتاين وأرمينيا وأيسلندا ورومانيا ومقدونيا الشمالية في تتابع لمدة شهر.
في 11 أكتوبر 2021، فازت ألمانيا على مقدونيا الشمالية 4-0 لتصبح أول فريق يتأهل لكأس العالم لكرة القدم 2022 في قطر.

## الإنجازات
- كأس العالم

- البطل (4): 1954، 1974، 1990، 2014
- الوصيف (4): 1966، 1982، 1986، 2002
- المركز الثالث (4): 1934، 1970، 2006، 2010
- المركز الرابع (1): 1958

- كأس القارات

- البطل (1): 2017
- المركز الثالث (1): 2005

- بطولة أمم أوروبا

- البطل (3): 1972، 1980، 1996
- الوصيف (3): 1976، 1992، 2008
- نصف النهائي (3): 1988، 2012، 2016

- كرة القدم في الألعاب الأولمبية الصيفية

- الميدالية الفضية (1): 2016
- الميدالية البرونزية (1): 1988

| المنافسة         | الأول | الثاني | الثالث | المجموع |
| ---------------- | ----- | ------ | ------ | ------- |
| كأس العالم       | 4     | 4      | 4      | 12      |
| بطولة أمم أوروبا | 3     | 3      | -      | 6       |
| كأس القارات      | 1     | 0      | 1      | 2       |
| المجموع          | 8     | 7      | 5      | 20      |

### الجوائز الأخرى
- جائزة الفيفا للعب النظيف

- الفائز سنة: 1974، 2017

- جائزة الفيفا لفريق العام

- الفائز سنة: 1993، 2014، 2017

- جائزة مجلة وورلد سوكر لفريق العام

- الفائز سنة: 1990، 2014

- جائزة لوريوس العالمية لفريق العام

- الفائز سنة: 2015

## طقم المنتخب الألماني

### الأساسي
| 1908 | كأس العالم · 1934 |  | كأس العالم · 1938 | كأس العالم · 1954 | كأس العالم · 1970 | كأس العالم · 1974 | كأس العالم · 1978 | كأس أوروبا 1980 وكأس العالم 1982 |

|  | كأس أوروبا · 1984 | كأس العالم · 1986 | كأس أوروبا 1988 وكأس العالم 1990 | كأس أوروبا · 1992 | كأس العالم · 1994 | كأس أوروبا · 1996 | كأس العالم · 1998 | كأس أوروبا · 2000 |

| كأس العالم · 2002 | كأس أوروبا · 2004 | كأس العالم · 2006 | كأس أوروبا · 2008 | كأس العالم · 2010 | كأس أوروبا · 2012 | كأس العالم · 2014 | كأس أوروبا · 2016 |

| كأس القارات · 2017 | كأس العالم · 2018 | كأس أوروبا · 2020 | كأس العالم · 2022 | كأس أوروبا · 2024 |

الاحتياطي
| كأس العالم · 1954 – 1958 | كأس العالم · 1966 – 1970 | كأس العالم · 1974 – 1978 | كأس أوروبا 1980 – كأس العالم 1982 | كأس أوروبا 1984 – كأس العالم 1986 | كأس أوروبا 1988 – كأس العالم 1990 | كأس أوروبا · 1992 | كأس العالم · 1994 |

| كأس أوروبا · 1996 | كأس العالم · 1998 | كأس أوروبا · 2000 | كأس العالم · 2002 | كأس أوروبا · 2004 | كأس القارات · 2005 | كأس العالم · 2006 | كأس أوروبا · 2008 |

| كأس العالم · 2010 | كأس أوروبا · 2012 | كأس العالم · 2014 | كأس أوروبا · 2016 | كأس العالم · 2018 | كأس أوروبا · 2020 | كأس العالم · 2022 | كأس أوروبا · 2024 |

## طاقم التدريب

### طاقم التدريب الحالي

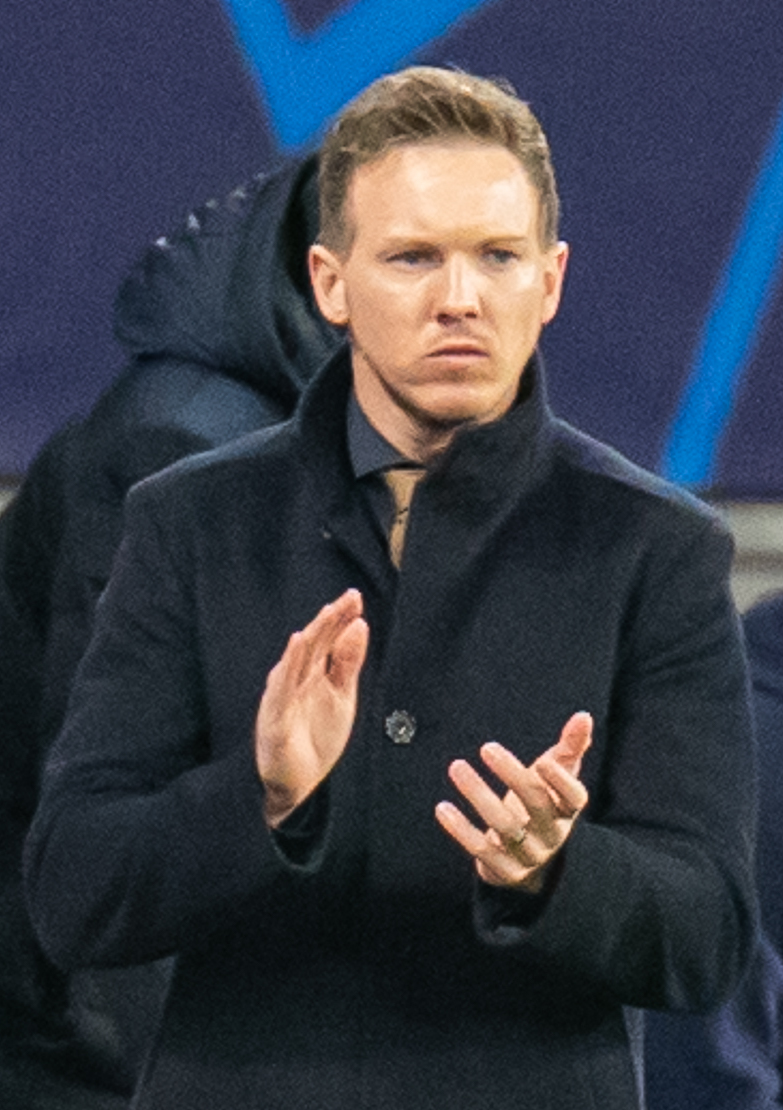
يوليان ناغلسمان، المدير الفني الحالي للمنتخب الألماني لكرة القدم.

| المنصب                | الاسم             | الجنسية  |
| --------------------- | ----------------- | -------- |
| مدرب الفريق           | يوليان ناغلسمان   | ألمانيا  |
| مساعد المدرب          | ساندرو فاغنر      | ألمانيا  |
| مساعد المدرب          | داني رول          | ألمانيا  |
| مدرب الكرات الثابتة   | مادس بوتغريت      | الدنمارك |
| مدرب حراس المرمى      | أندرياس كروننبيرغ | سويسرا   |
| مدرب اللياقة          | ستيفن نوب         | ألمانيا  |
| الطبيب                | د. جون هان        | ألمانيا  |
| الطبيب                | ا.د. تيم ماير     | ألمانيا  |
| أخصائي العلاج الطبيعي | فولفغانغ بونز     | ألمانيا  |

### مدربو المنتخب

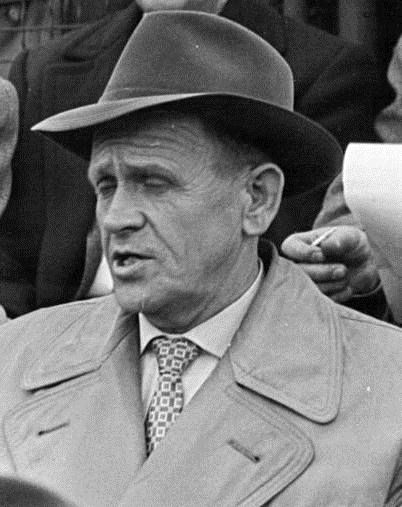
سيب هيربرغر، كان مُدربًا للمنتخب الألماني لمدة 28 عامًا.

| #  | المدرب         | الفترة    | أبرز الإنجازات                                                         |
| -- | -------------- | --------- | ---------------------------------------------------------------------- |
| 1  | أوتو نيرز      | 1923–1936 | المركز الثالث في كأس العالم لكرة القدم 1934                            |
| 2  | سيب هيربرغر    | 1936–1964 | بطولة كأس العالم لكرة القدم 1954                                       |
| 3  | هيلموت شون     | 1964–1978 | بطولة كأس الأمم الأوروبية لكرة القدم 1972 + كأس العالم لكرة القدم 1974 |
| 4  | يوب ديرفال     | 1978–1984 | يورو 1980                                                              |
| 5  | فرانز بيكنباور | 1984–1990 | كأس العالم لكرة القدم 1990                                             |
| 6  | بيرتي فوغتس    | 1990–1998 | بطولة يورو 1996                                                        |
| 7  | إريش ريبيك     | 1998–2000 | لم يحقق إنجازاً يُذكر                                                    |
| 8  | رودي فولر      | 2000–2004 | المركز الثاني في كأس العالم 2002                                       |
| 9  | يورغن كلينسمان | 2004–2006 | المركز الثالث في كأس العالم 2006                                       |
| 10 | يواخيم لوف     | 2006–2021 | بطولة كأس العالم 2014 وكأس القارات 2017                                |
| 11 | هانسي فليك     | 2021–2023 |                                                                        |

## اللاعبون

### التشكيلة الحالية
تم استدعاء لاعبًا التالية أسماؤوهم للمشاركة في نهائيات دوري الأمم الأوروبية 2025، على التوالي.
المعلومات صحيحة اعتبارًا من 8 يونيو 2025، بعد مباراة  فرنسا.
| الرقم | المركز | اللاعب                | تاريخ الميلاد (العمر) | لعب | سجل | النادي             |
| ----- | ------ | --------------------- | --------------------- | --- | --- | ------------------ |
| 1     | حارس   | مارك أندريه تير شتيغن | 30 أبريل 1992         | 44  | 0   | برشلونة            |
| 12    | حارس   | أوليفر باومان         | 2 يونيو 1990          | 4   | 0   | هوفنهايم           |
| 24    | حارس   | ألكسندر نوبل          | 30 سبتمبر 1996        | 2   | 0   | نادي شتوتغارت      |
|       |        |                       |                       |     |     |                    |
| 2     | دفاع   | والديمار أنتون        | 20 يوليو 1996         | 8   | 0   | بوروسيا دورتموند   |
| 3     | دفاع   | روبن كوخ              | 17 يوليو 1996         | 14  | 0   | آينتراخت فرانكفورت |
| 4     | دفاع   | يوناتان تاه           | 11 فبراير 1996        | 37  | 0   | باير ليفركوزن      |
| 6     | دفاع   | يوزوا كيميش           | 8 فبراير 1995         | 101 | 8   | بايرن ميونخ        |
| 15    | دفاع   | تيلو كيرر             | 21 سبتمبر 1996        | 28  | 0   | موناكو             |
| 18    | دفاع   | ماكسيميليان ميتلشتيت  | 18 مارس 1997          | 14  | 1   | شتوتغارت           |
| 22    | دفاع   | ديفيد راوم            | 22 أبريل 1998         | 28  | 0   | آر بي لايبزيغ      |
| 23    | دفاع   | روبرت أندريش          | 22 سبتمبر 1994        | 18  | 0   | باير ليفركوزن      |
|       |        |                       |                       |     |     |                    |
| 5     | وسط    | باسكال غروس           | 15 يونيو 1991         | 15  | 1   | بوروسيا دورتموند   |
| 7     | وسط    | فيليكس نميشا          | 10 أكتوبر 2000        | 4   | 1   | بوروسيا دورتموند   |
| 8     | وسط    | ليون غوريتسكا         | 6 فبراير 1995         | 61  | 15  | بايرن ميونخ        |
| 14    | وسط    | كريم أديمي            | 18 يناير 2002         | 8   | 1   | بوروسيا دورتموند   |
| 17    | وسط    | فلوريان فيرتز         | 3 مايو 2003           | 31  | 7   | باير ليفركوزن      |
| 19    | وسط    | ليروي ساني            | 11 يناير 1996         | 70  | 14  | بايرن ميونخ        |
| 20    | وسط    | سيرج غنابري           | 14 يوليو 1995         | 51  | 22  | بايرن ميونخ        |
| 21    | وسط    | روبن غوسينس           | 5 يوليو 1994          | 24  | 2   | فيورنتينا          |
| 25    | وسط    | ألكساندر بافلوفيتش    | 3 مايو 2004           | 5   | 1   | بايرن ميونخ        |
| 26    | وسط    | توم بيشوف             | 28 يونيو 2005         | 1   | 0   | هوفنهايم           |
|       |        |                       |                       |     |     |                    |
| 9     | هجوم   | نيكلاس فولكروغ        | 9 فبراير 1993         | 24  | 14  | وست هام يونايتد    |
| 11    | هجوم   | نيك ولتيماد           | 14 فبراير 2002        | 2   | 0   | شتوتغارت           |
| 13    | هجوم   | دينيز أونداف          | 19 يوليو 1996         | 6   | 3   | شتوتغارت           |

### الاستدعاءات السابقة القريبة
تم أيضًا استدعاء اللاعبين التالية أسماؤهم إلى تشكيلة ألمانيا خلال الاثني عشر شهرًا الماضية.

| المركز                                         | اسم اللاعب          | تاريخ الميلاد (العمر) | لعب | سجل | النادي               | الردود المتأخرة                       |
| ---------------------------------------------- | ------------------- | --------------------- | --- | --- | -------------------- | ------------------------------------- |
| GK                                             | ستيفان أورتيغا      | 6 نوفمبر 1992         | 0   | 0   | مانشستر سيتي         | ضد. إيطاليا، 23 مارس 2025             |
| GK                                             | يانيس بلاسفيتش      | 2 مايو 1991           | 0   | 0   | ريد بل زالتسبورغ     | ضد. هولندا، 14 أكتوبر 2024            |
| GK                                             | مانويل نوير RET     | 27 مارس 1986          | 124 | 0   | بايرن ميونخ          | بطولة أمم أوروبا 2024                 |
|                                                |                     |                       |     |     |                      |                                       |
| DF                                             | يان أوريل بيسيك     | 29 نوفمبر 2000        | 1   | 0   | إنتر ميلان           | نهائيات دوري الأمم الأوروبية 2025 INJ |
| DF                                             | أنطونيو روديغر      | 3 مارس 1993           | 79  | 3   | ريال مدريد           | ضد. إيطاليا، 23 مارس 2025             |
| DF                                             | بنيامين هنريكس      | 23 فبراير 1997        | 19  | 0   | آر بي لايبزيغ        | ضد. البوسنة والهرسك، 19 نوفمبر 2024   |
| DF                                             | نيكو شلوتربيك       | 1 ديسمبر 1999         | 20  | 0   | بوروسيا دورتموند     | ضد. إيطاليا، 23 مارس 2025             |
|                                                |                     |                       |     |     |                      |                                       |
| MF                                             | ناديم أميري         | 27 أكتوبر 1996        | 7   | 0   | ماينتس 05            | نهائيات دوري الأمم الأوروبية 2025 INJ |
| MF                                             | أنجيلو شتيلر        | 4 أبريل 2001          | 4   | 0   | شتوتغارت             | نهائيات دوري الأمم الأوروبية 2025 INJ |
| MF                                             | جمال موسيالا        | 26 فبراير 2003        | 40  | 8   | بايرن ميونخ          | ضد. إيطاليا، 23 مارس 2025             |
| MF                                             | جيمي لويلينغ        | 26 فبراير 2001        | 2   | 1   | شتوتغارت             | ضد. إيطاليا، 23 مارس 2025             |
| MF                                             | يوليان براندت       | 2 مايو 1996           | 48  | 3   | بوروسيا دورتموند     | ضد. البوسنة والهرسك، 19 نوفمبر 2024   |
| MF                                             | كريس فيهريش         | 9 يناير 1998          | 8   | 0   | شتوتغارت             | ضد. البوسنة والهرسك، 19 نوفمبر 2024   |
| MF                                             | كيفن شايد           | 27 نوفمبر 2001        | 4   | 0   | برينتفورد            | ضد. هولندا، 14 أكتوبر 2024            |
| MF                                             | إمري تشان           | 12 يناير 1994         | 48  | 2   | بوروسيا دورتموند     | ضد. هولندا، 10 سبتمبر 2024            |
| MF                                             | توني كروس RET       | 4 يناير 1990          | 114 | 17  | متقاعد               | بطولة أمم أوروبا 2024                 |
| MF                                             | إيلكاي غوندوغان RET | 24 أكتوبر 1990        | 82  | 19  | مانشستر سيتي         | بطولة أمم أوروبا 2024                 |
|                                                |                     |                       |     |     |                      |                                       |
| FW                                             | جوناثان بوركارد     | 11 يوليو 2000         | 3   | 0   | ماينتس 05            | نهائيات دوري الأمم الأوروبية 2025 INJ |
| FW                                             | تيم كلايندينست      | 31 أغسطس 1995         | 6   | 4   | بوروسيا مونشنغلادباخ | ضد. إيطاليا، 23 مارس 2025             |
| FW                                             | كاي هافيرتس         | 11 يونيو 1999         | 55  | 20  | أرسنال               | ضد. البوسنة والهرسك، 19 نوفمبر 2024   |
| FW                                             | ماكسيميليان بيير    | 17 أكتوبر 2002        | 4   | 0   | بوروسيا دورتموند     | ضد. هولندا، 10 سبتمبر 2024            |
| FW                                             | توماس مولر RET      | 13 سبتمبر 1989        | 131 | 45  | بايرن ميونخ          | بطولة أمم أوروبا 2024                 |
| INJ انسحب بسبب الإصابة - RET اعتزل اللعب دوليًا |                     |                       |     |     |                      |                                       |

## النتائج والتجهيزات
آخر المباريات والنتائج للمنتخب
  فوز
  تعادل
  خسارة
  يجهّز لها

### 2024
| ودية 3 يونيو 2024        | ألمانيا | 0–0   | أوكرانيا | نورنبرغ                                                              |
| 20:45 CEST (ت ع م+02:00) |         | تقرير |          | الملعب: ملعب ماكس مورلوك الحضور: 42,789 الحكم: والتر التمان (النمسا) |

| ودية 7 يونيو 2024        | ألمانيا                 | 2–1   | اليونان      | مونشنغلادباخ                                                                    |
| 20:45 CEST (ت ع م+02:00) | *هافيرتس 56' - غروس 89' | تقرير | *ماسوراس 34' | الملعب: بوروسيا بارك الحضور: 45,488 الحكم: خوسيه لويس مونويرا مونتيرو (إسبانيا) |

| بطولة أمم أوروبا 2024 14 يونيو 2024 | ألمانيا                                                                    | 5–1   | إسكتلندا           | ميونخ                                                            |
| 21:00 CEST (ت ع م+02:00)            | *فيرتز 10' - موسيالا 19' - هافيرتس 45+1' (ض.ج.) - فولكروغ 68' - تشان 90+3' | تقرير | *روديغر 87' (o.g.) | الملعب: أليانز أرينا الحضور: 65,052 الحكم: كليمان توربان (فرنسا) |

| بطولة أمم أوروبا 2024 19 يونيو 2024 | ألمانيا                     | 2–0   | المجر | شتوتغارت                                                           |
| 18:00 CEST (ت ع م+02:00)            | *موسيالا 22' - غوندوغان 67' | تقرير |       | الملعب: إم إتش بي أرينا الحضور: 54,000 الحكم: داني ماكيلي (هولندا) |

| بطولة أمم أوروبا 2024 23 يونيو 2024 | سويسرا    | 1–1   | ألمانيا        | فرانكفورت, ألمانيا                                                       |
| 21:00 CEST (ت ع م+02:00)            | *ندوي 28' | تقرير | *فولكروغ 90+2' | الملعب: كومرتسبانك أرينا الحضور: 46,685 الحكم: دانييلي أورساتو (إيطاليا) |

| دور ال16 في بطولة أمم أوروبا 2024 29 يونيو 2024 | ألمانيا                           | 2–0   | الدنمارك | دورتموند                                                               |
| 21:00 CEST (ت ع م+02:00)                        | *هافيرتس 53' (ض.ج.) - موسيالا 68' | تقرير |          | الملعب: الملعب الفيستفالي الحضور: 61,612 الحكم: مايكل أوليفر (إنجلترا) |

| ربع النهائي في بطولة أمم أوروبا 2024 5 يوليو 2024 | إسبانيا                  | 2–1 (و.إ) | ألمانيا    | شتوتغارت, ألمانيا                                                     |
| 18:00 CEST (ت ع م+02:00)                          | *أولمو 51' - ميرينو 119' | تقرير     | *فيرتز 89' | الملعب: إم إتش بي أرينا الحضور: 54,000 الحكم: أنتوني تايلور (إنجلترا) |

| دوري الأمم الأوروبية 2024–25 7 سبتمبر 2024 | ألمانيا                                                                     | 5–0   | المجر | دوسلدورف                                                             |
| 20:45 CEST (ت ع م+02:00)                   | *فولكروغ 27' - موسيالا 58' - فيرتز 66' - بافلوفيتش 77' - هافيرتس 81' (ض.ج.) | تقرير |       | الملعب: مركور شبيل أرينا الحضور: 49,235 الحكم: كليمان توربان (فرنسا) |

| دوري الأمم الأوروبية 2024–25 10 سبتمبر 2024 | هولندا                   | 2–2   | ألمانيا                   | أمستردام                                                              |
| 20:45 CEST (ت ع م+02:00)                    | *ريندرز 2' - دومفريس 50' | تقرير | *أونديف 38' - كيميش 45+3' | الملعب: يوهان كرويف أرينا الحضور: 50,109 الحكم: دافيدي ماسا (إيطاليا) |

| دوري الأمم الأوروبية 2024–25 11 أكتوبر 2024 | البوسنة والهرسك | 1–2   | ألمانيا          | زينيتسا                                                                |
| 20:45 CEST (ت ع م+02:00)                    | *دجيكو 70'      | تقرير | *أونديف 30'، 36' | الملعب: ملعب بيلينو بولي الحضور: 11,000 الحكم: فرانسوا ليتكسير (فرنسا) |

| دوري الأمم الأوروبية 2024–25 14 أكتوبر 2024 | ألمانيا      | 1–0   | هولندا | ميونخ                                                                 |
| 20:45 CEST (ت ع م+02:00)                    | *لويلينغ 64' | تقرير |        | الملعب: أليانز أرينا الحضور: 68,367 الحكم: سلافكو فينتشيتش (سلوفينيا) |

| دوري الأمم الأوروبية 2024–25 16 نوفمبر 2024 | ألمانيا                                                                  | 7–0   | البوسنة والهرسك | فرايبورغ                                                          |
| 20:45 CET (ت ع م+01:00)                     | *موسيالا 2' - كلينيست 23'، 79' - هافيرتس 37' - فيرتز 50'، 57' - ساني 66' | تقرير |                 | الملعب: ملعب أس سي الحضور: 28,143 الحكم: فاسيليس فوتياس (اليونان) |

| دوري الأمم الأوروبية 2024–25 19 نوفمبر 2024 | المجر                   | 1–1   | ألمانيا    | بودابست                                                           |
| 20:45 CET (ت ع م+01:00)                     | *سوبوسلاي 90+9' (ركلة.) | تقرير | *نميشا 76' | الملعب: بوشكاش أرينا الحضور: 53,212 الحكم: Duje Strukan (كرواتيا) |

### 2025
| ربع النهائي في دوري الأمم الأوروبية 2024–25 20 مارس 2025 | إيطاليا    | 1–2   | ألمانيا                     | ميلانو                                                         |
| 20:45 CET (ت ع م+01:00)                                  | *تونالي 9' | تقرير | *كلينيست 49' - غوريتسكا 76' | الملعب: سان سيرو الحضور: 60,334 الحكم: فرانسوا ليتكسير (فرنسا) |

| ربع النهائي في دوري الأمم الأوروبية 2024–25 23 مارس 2025 | ألمانيا                                        | 3–3 (5–4 المجموع) | إيطاليا                                 | دورتموند                                                                  |
| 20:45 CET (ت ع م+01:00)                                  | *كيميش 30' (ركلة.) - موسيالا 36' - كلينيست 45' | تقرير             | *كين 49'، 69' - راسبادوري 90+5' (ركلة.) | الملعب: الملعب الفيستفالي الحضور: 64,762 الحكم: شيمون مارتشينياك (بولندا) |

| نصف النهائي في دوري الأمم الأوروبية 2024–25 4 يونيو 2025 | ألمانيا    | 1–2   | البرتغال                    | ميونخ، ألمانيا                                                        |
| 20:45 CEST (ت ع م+02:00)                                 | *فيرتز 48' | تقرير | *كونسيساو 63' - رونالدو 68' | الملعب: أليانز أرينا الحضور: 65،823 الحكم: سلافكو فينتشيتش (سلوفينيا) |

| مباراة تحديد المركز الثالث في دوري الأمم الأوروبية 2024–25 8 يونيو 2025 | ألمانيا | 0–2   | فرنسا                  | شتوتغارت، ألمانيا                                                       |
| 15:00 CEST (ت ع م+02:00)                                                |         | تقرير | *مبابي 45' - أوليز 84' | الملعب: إم إتش بي أرينا الحضور: 51،313 الحكم: إيفان كروزلياك (سلوفاكيا) |

| تصفيات كأس العالم 2026 4 سبتمبر 2025 | سلوفاكيا | ضدّ    | ألمانيا | كوشيتسه                 |
| 20:45 CEST (ت ع م+02:00)             |          | تقرير |         | الملعب: ملعب لوكوموتيفا |

| تصفيات كأس العالم 2026 7 سبتمبر 2025 | ألمانيا | ضدّ    | أيرلندا الشمالية | كولونيا                 |
| 20:45 CEST (ت ع م+02:00)             |         | تقرير |                  | الملعب: ملعب راين إنرجي |

| تصفيات كأس العالم 2026 10 أكتوبر 2025 | ألمانيا | ضدّ    | لوكسمبورغ | سينسهايم              |
| 20:45 CEST (ت ع م+02:00)              |         | تقرير |           | الملعب: بريزيرو أرينا |

| تصفيات كأس العالم 2026 13 أكتوبر 2025 | أيرلندا الشمالية | ضدّ    | ألمانيا | بلفاست               |
| 20:45 CEST (ت ع م+02:00)              |                  | تقرير |         | الملعب: ويندسور بارك |

| تصفيات كأس العالم 2026 14 نوفمبر 2025 | لوكسمبورغ | ضدّ    | ألمانيا | لوكسمبورغ              |
| 20:45 CET (ت ع م+01:00)               |           | تقرير |         | الملعب: ملعب لوكسمبورغ |

| تصفيات كأس العالم 2026 17 نوفمبر 2025 | ألمانيا | ضدّ    | سلوفاكيا | لايبزيغ              |
| 20:45 CET (ت ع م+01:00)               |         | تقرير |          | الملعب: ريد بل أرينا |

## إحصائيات اللاعبين الفردية

### الأكثر مشاركة مع المنتخب

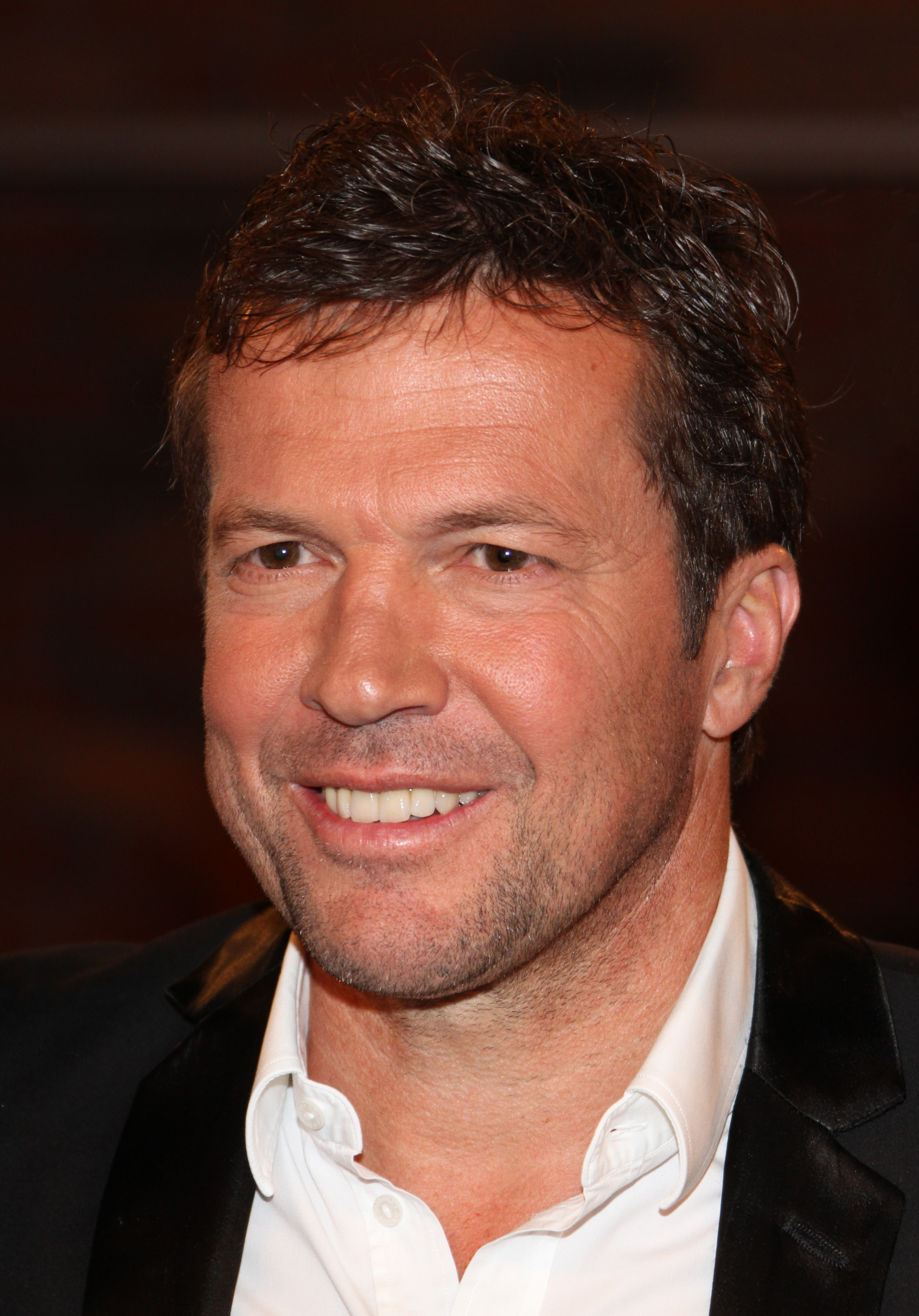
لوثار ماتيوس اللاعب الأكثر مشاركة مع المنتخب بـ150 مباراة وأول لاعب يفوز بجائزة أفضل لاعب كرة قدم في العالم

| #  | اللاعب              | الفترة مع المنتخب | المباريات | الاهداف | المتوسط | المركز    |
| -- | ------------------- | ----------------- | --------- | ------- | ------- | --------- |
| 1  | لوتار ماتيوس        | 1980 - 2000       | 150       | 23      | 0.15    | وسط       |
| 2  | ميروسلاف كلوزه      | 2001 - 2014       | 137       | 71      | 0.52    | مهاجم     |
| 3  | توماس مولر          | 2010 - 2024       | 131       | 45      | 0.34    | مهاجم     |
| 4  | لوكاس بودولسكي      | 2004 - 2017       | 130       | 49      | 0.38    | مهاجم     |
| 5  | مانويل نوير         | 2009 - 2024       | 124       | 0       | 0       | حارس مرمى |
| 6  | باستيان شفاينشتايغر | 2004 - 2016       | 121       | 24      | 0.2     | لاعب وسط  |
| 7  | فيليب لام           | 2004 - 2014       | 113       | 5       | 0.04    | مدافع     |
| 8  | يورغن كلينسمان      | 1987 - 1998       | 108       | 47      | 0.44    | مهاجم     |
| 9  | يورغن كوهلر         | 1954 - 1970       | 105       | 2       | 0.02    | مدافع     |
| 10 | بير ميرتساكر        | 2004 - 2014       | 104       | 4       | 0.03    | مدافع     |
| 11 | فرانز بكنباور       | 1965 - 1977       | 103       | 14      | 0.14    | مدافع     |

### هدافو المنتخب
| #  | اللاعب              | الفترة مع المنتخب | الأهداف | المباريات | المتوسط | المركز   |
| -- | ------------------- | ----------------- | ------- | --------- | ------- | -------- |
| 1  | ميروسلاف كلوزه      | 2001 - 2014       | 71      | 137       | 0.52    | مهاجم    |
| 2  | غيرد مولر           | 1966 - 1974       | 68      | 62        | 1.10    | مهاجم    |
| 3  | لوكاس بودولسكي      | 2004 - 2017       | 49      | 130       | 0.38    | مهاجم    |
| 4  | يورغن كلينسمان      | 1987 - 1998       | 47      | 90        | 0.52    | مهاجم    |
| 5  | رودي فولر           | 1982 - 1994       | 47      | 108       | 0.44    | مهاجم    |
| 6  | كارل هاينز رومينيغه | 1976 - 1986       | 45      | 95        | 0.47    | مهاجم    |
| 7  | توماس مولر          | 2010 - 2024       | 45      | 131       | 0.34    | لاعب وسط |
| 8  | أوفه زيلر           | 1954 - 1970       | 43      | 72        | 0.60    | مهاجم    |
| 9  | مايكل بالاك         | 1999 - 2010       | 42      | 98        | 0.43    | لاعب وسط |
| 10 | أوليفر بيرهوف       | 1996 - 2002       | 37      | 70        | 0.53    | مهاجم    |
| 11 | فريتز فالتر         | 1940 - 1958       | 33      | 61        | 0.54    | مهاجم    |

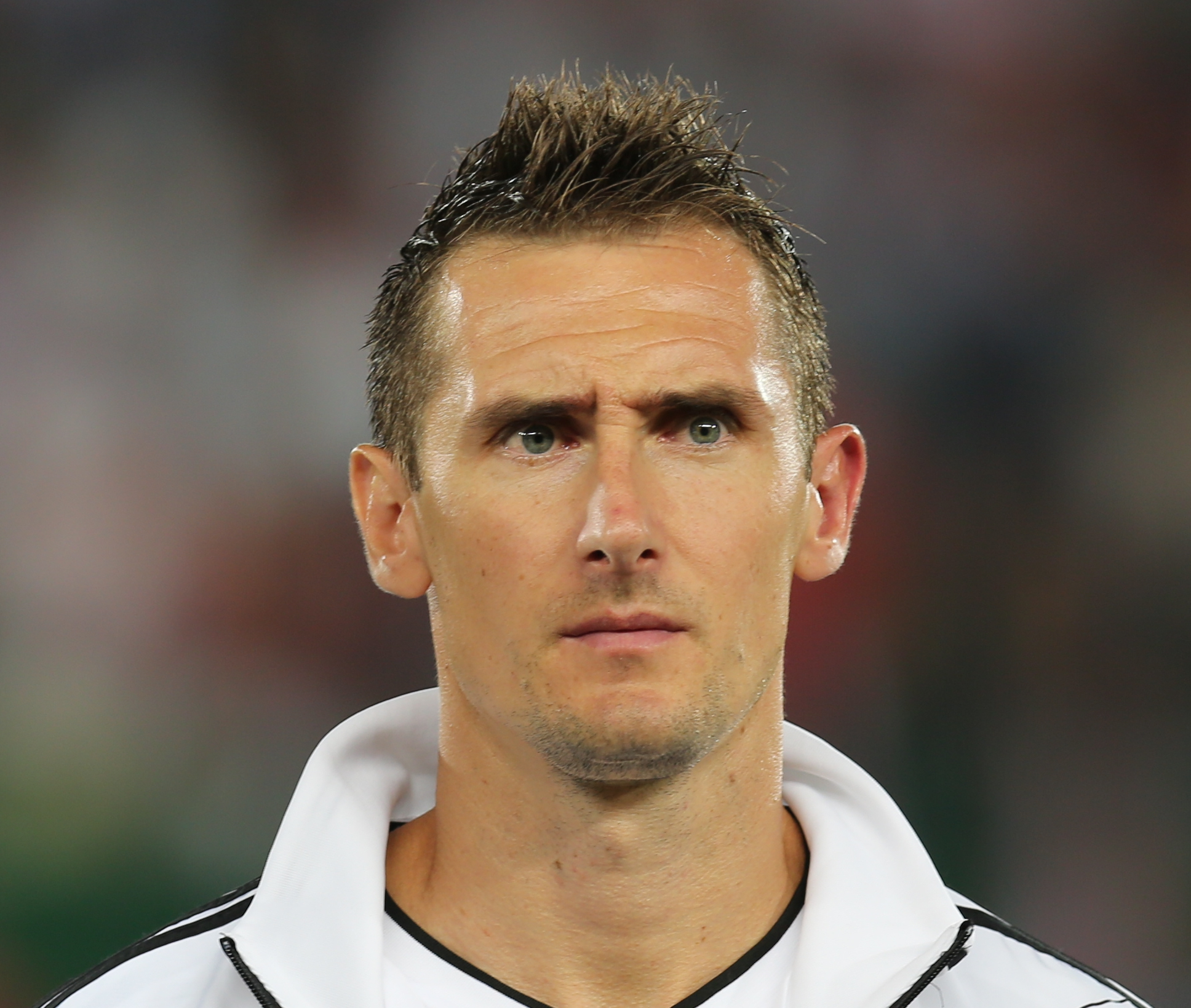
ميروسلاف كلوزه الهداف التاريخي لمنتخب ألمانيا بـ71 هدفاً والهداف التاريخي لكأس العالم بـ16 هدفاً

الأسماء بالخط الغليظ هم لاعبون لازالوا يلعبون مع المنتخب الألماني

## سجل المشاركات
- 1930–1938 باعتبارها  ->  ->  ألمانيا
- 1950–1990 باعتبارها  ألمانيا الغربية
- 1994–حاليًا  ألمانيا

  البطل    الوصيف    المركز الثالث  

### كأس العالم
| سجل نهائيات كأس العالم | سجل نهائيات كأس العالم | سجل نهائيات كأس العالم | سجل نهائيات كأس العالم | سجل نهائيات كأس العالم | سجل نهائيات كأس العالم | سجل نهائيات كأس العالم | سجل نهائيات كأس العالم | سجل نهائيات كأس العالم | سجل نهائيات كأس العالم |
| السنة                  | النتيجة                | الترتيب                | لعب                    | فاز                    | تعادل*                 | خسر                    | له                     | عليه                   | المجموعة               |
| ---------------------- | ---------------------- | ---------------------- | ---------------------- | ---------------------- | ---------------------- | ---------------------- | ---------------------- | ---------------------- | ---------------------- |
| 1930                   | لم تشارك               | لم تشارك               | لم تشارك               | لم تشارك               | لم تشارك               | لم تشارك               | لم تشارك               | لم تشارك               | لم تشارك               |
| 1934                   | المركز الثالث          | 3                      | 4                      | 3                      | 0                      | 1                      | 11                     | 8                      | المجموعة               |
| 1938                   | دور الثمانية           | 10                     | 2                      | 0                      | 1                      | 1                      | 3                      | 5                      | المجموعة               |
| 1950                   | حظرت من المشاركة       | حظرت من المشاركة       | حظرت من المشاركة       | حظرت من المشاركة       | حظرت من المشاركة       | حظرت من المشاركة       | حظرت من المشاركة       | حظرت من المشاركة       | حظرت من المشاركة       |
| 1954                   | البطل                  | 1                      | 6                      | 5                      | 0                      | 1                      | 25                     | 14                     | المجموعة 2             |
| 1958                   | المركز الرابع          | 4                      | 6                      | 2                      | 2                      | 2                      | 12                     | 14                     | المجموعة 1             |
| 1962                   | ربع النهائي            | 7                      | 4                      | 2                      | 1                      | 1                      | 4                      | 2                      | المجموعة 2             |
| 1966                   | الوصيف                 | 2                      | 6                      | 4                      | 1                      | 1                      | 15                     | 6                      | المجموعة 2             |
| 1970                   | المركز الثالث          | 3                      | 6                      | 5                      | 0                      | 1                      | 17                     | 10                     | المجموعة 4             |
| 1974                   | البطل                  | 1                      | 7                      | 6                      | 0                      | 1                      | 13                     | 4                      | المجموعة 1             |
| 1978                   | الدور الثاني           | 6                      | 6                      | 1                      | 4                      | 1                      | 10                     | 5                      | المجموعة 2             |
| 1982                   | الوصيف                 | 2                      | 7                      | 3                      | 2                      | 2                      | 12                     | 10                     | المجموعة 2             |
| 1986                   | الوصيف                 | 2                      | 7                      | 3                      | 2                      | 2                      | 8                      | 7                      | المجموعة 5             |
| 1990                   | البطل                  | 1                      | 7                      | 5                      | 2                      | 0                      | 15                     | 5                      | المجموعة 4             |
| 1994                   | ربع النهائي            | 5                      | 5                      | 3                      | 1                      | 1                      | 9                      | 7                      | المجموعة 3             |
| 1998                   | ربع النهائي            | 7                      | 5                      | 3                      | 1                      | 1                      | 8                      | 6                      | المجموعة 6             |
| 2002                   | الوصيف                 | 2                      | 7                      | 5                      | 1                      | 1                      | 14                     | 3                      | المجموعة 5             |
| 2006                   | المركز الثالث          | 3                      | 7                      | 5                      | 1                      | 1                      | 14                     | 6                      | المجموعة 1             |
| 2010                   | المركز الثالث          | 3                      | 7                      | 5                      | 0                      | 2                      | 16                     | 5                      | المجموعة 4             |
| 2014                   | البطل                  | 1                      | 7                      | 6                      | 1                      | 0                      | 18                     | 4                      | المجموعة 7             |
| 2018                   | مرحلة المجموعات        | 22                     | 3                      | 1                      | 0                      | 2                      | 2                      | 4                      | المجموعة 6             |
| 2022                   | مرحلة دور المجموعات    | 17                     | 3                      | 1                      | 1                      | 1                      | 6                      | 5                      | المجموعة 5             |
| 2026                   | يحدد فيما بعد          | يحدد فيما بعد          | يحدد فيما بعد          | يحدد فيما بعد          | يحدد فيما بعد          | يحدد فيما بعد          | يحدد فيما بعد          | يحدد فيما بعد          | يحدد فيما بعد          |
| 2030                   | يحدد فيما بعد          | يحدد فيما بعد          | يحدد فيما بعد          | يحدد فيما بعد          | يحدد فيما بعد          | يحدد فيما بعد          | يحدد فيما بعد          | يحدد فيما بعد          | يحدد فيما بعد          |
| المجموع                | 4 ألقاب                | 22/20                  | 112                    | 68                     | 21*                    | 23                     | 232                    | 130                    |                        |

* تشير إلى التعادلات تتضمن مباريات خروج المغلوب التي انتهت بـركلات الجزاء
** يشير لون الخلفية الذهبية إلى الفوز بالبطولة.
*** يشير لون الخلفية الذهبية إلى الفوز بالبطولة. يشير لون الحدود الحمراء إلى البطولة التي أقيمت على أرضها.

### سجل كأس القارات
| سجل كأس القارات | سجل كأس القارات | سجل كأس القارات | سجل كأس القارات | سجل كأس القارات | سجل كأس القارات | سجل كأس القارات | سجل كأس القارات | سجل كأس القارات | سجل كأس القارات |
| السنة           | النتيجة         | الترتيب         | لعب             | فاز             | تعادل*          | خسر             | له              | عليه            | المجموعة        |
| --------------- | --------------- | --------------- | --------------- | --------------- | --------------- | --------------- | --------------- | --------------- | --------------- |
| 1992            | لم تشارك        | لم تشارك        | لم تشارك        | لم تشارك        | لم تشارك        | لم تشارك        | لم تشارك        | لم تشارك        | لم تشارك        |
| 1995            | لم تتأهل        | لم تتأهل        | لم تتأهل        | لم تتأهل        | لم تتأهل        | لم تتأهل        | لم تتأهل        | لم تتأهل        | لم تتأهل        |
| 1997            | لم تشارك        | لم تشارك        | لم تشارك        | لم تشارك        | لم تشارك        | لم تشارك        | لم تشارك        | لم تشارك        | لم تشارك        |
| 1999            | دور المجموعات   | الخامس          | 3               | 1               | 0               | 2               | 2               | 6               | المجموعة 2      |
| 2001            | لم تتأهل        | لم تتأهل        | لم تتأهل        | لم تتأهل        | لم تتأهل        | لم تتأهل        | لم تتأهل        | لم تتأهل        | لم تتأهل        |
| 2003            | لم تشارك        | لم تشارك        | لم تشارك        | لم تشارك        | لم تشارك        | لم تشارك        | لم تشارك        | لم تشارك        | لم تشارك        |
| 2005            | المركز الثالث   | الثالث          | 5               | 3               | 1               | 1               | 15              | 11              | المجموعة 1      |
| 2009            | لم تتأهل        | لم تتأهل        | لم تتأهل        | لم تتأهل        | لم تتأهل        | لم تتأهل        | لم تتأهل        | لم تتأهل        | لم تتأهل        |
| 2013            | لم تتأهل        | لم تتأهل        | لم تتأهل        | لم تتأهل        | لم تتأهل        | لم تتأهل        | لم تتأهل        | لم تتأهل        | لم تتأهل        |
| 2017            | البطل           | الأول           | 5               | 4               | 1               | 0               | 12              | 5               | المجموعة 2      |
| المجموع         | لقب واحد        | 3/10            | 13              | 8               | 2               | 3               | 29              | 22              |                 |

* يدل على التعادل بما في ذلك مباريات خروج المغلوب بركلات الترجيح المقررة.
** يشير لون الخلفية الذهبية إلى الفوز بالبطولة.
*** يشير لون الحدود الحمراء إلى أنه تم إقامة البطولة على أرض الوطن.

### بطولة أمم أوروبا
| سجل بطولة أمم أوروبا | سجل بطولة أمم أوروبا | سجل بطولة أمم أوروبا | سجل بطولة أمم أوروبا | سجل بطولة أمم أوروبا | سجل بطولة أمم أوروبا | سجل بطولة أمم أوروبا | سجل بطولة أمم أوروبا | سجل بطولة أمم أوروبا | سجل بطولة أمم أوروبا | سجل التصفيات              | سجل التصفيات              | سجل التصفيات              | سجل التصفيات              | سجل التصفيات              | سجل التصفيات              | سجل التصفيات              |
| السنة                | النتيجة              | المركز               | ل                    | ف                    | ت*                   | خ                    | أ.ل                  | أ.ع                  | قائمة                | ل                         | ف                         | ت*                        | خ                         | أ.ل                       | أ.ع                       | المشاركة                  |
| -------------------- | -------------------- | -------------------- | -------------------- | -------------------- | -------------------- | -------------------- | -------------------- | -------------------- | -------------------- | ------------------------- | ------------------------- | ------------------------- | ------------------------- | ------------------------- | ------------------------- | ------------------------- |
| 1960                 | لم يشارك             | لم يشارك             | لم يشارك             | لم يشارك             | لم يشارك             | لم يشارك             | لم يشارك             | لم يشارك             | لم يشارك             | لم يشارك                  | لم يشارك                  | لم يشارك                  | لم يشارك                  | لم يشارك                  | لم يشارك                  | لم يشارك                  |
| 1964                 | لم يشارك             | لم يشارك             | لم يشارك             | لم يشارك             | لم يشارك             | لم يشارك             | لم يشارك             | لم يشارك             | لم يشارك             | لم يشارك                  | لم يشارك                  | لم يشارك                  | لم يشارك                  | لم يشارك                  | لم يشارك                  | لم يشارك                  |
| 1968                 | لم يتأهل             | لم يتأهل             | لم يتأهل             | لم يتأهل             | لم يتأهل             | لم يتأهل             | لم يتأهل             | لم يتأهل             | لم يتأهل             | 4                         | 2                         | 1                         | 1                         | 9                         | 2                         | 1968                      |
| 1972                 | البطل                | الأول                | 2                    | 2                    | 0                    | 0                    | 5                    | 1                    | القائمة              | 8                         | 5                         | 3                         | 0                         | 13                        | 3                         | 1972                      |
| 1976                 | الوصيف               | الثاني               | 2                    | 1                    | 1*                   | 0                    | 6                    | 4                    | القائمة              | 8                         | 4                         | 4                         | 0                         | 17                        | 5                         | 1976                      |
| 1980                 | البطل                | الأول                | 4                    | 3                    | 1                    | 0                    | 6                    | 3                    | القائمة              | 6                         | 4                         | 2                         | 0                         | 17                        | 1                         | 1980                      |
| 1984                 | دور المجموعات        | الخامس               | 3                    | 1                    | 1                    | 1                    | 2                    | 2                    | القائمة              | 8                         | 5                         | 1                         | 2                         | 15                        | 5                         | 1984                      |
| 1988                 | نصف النهائي          | الثالث               | 4                    | 2                    | 1                    | 1                    | 6                    | 3                    | القائمة              | تأهل بصفته البلد المستضيف | تأهل بصفته البلد المستضيف | تأهل بصفته البلد المستضيف | تأهل بصفته البلد المستضيف | تأهل بصفته البلد المستضيف | تأهل بصفته البلد المستضيف | تأهل بصفته البلد المستضيف |
| 1992                 | الوصيف               | الثاني               | 5                    | 2                    | 1                    | 2                    | 7                    | 8                    | القائمة              | 6                         | 5                         | 0                         | 1                         | 13                        | 4                         | 1992                      |
| 1996                 | البطل                | الأول                | 6                    | 4                    | 2*                   | 0                    | 10                   | 3                    | القائمة              | 10                        | 8                         | 1                         | 1                         | 27                        | 10                        | 1996                      |
| 2000                 | دور المجموعات        | الخامس عشر           | 3                    | 0                    | 1                    | 2                    | 1                    | 5                    | القائمة              | 8                         | 6                         | 1                         | 1                         | 20                        | 4                         | 2000                      |
| 2004                 | دور المجموعات        | الثاني عشر           | 3                    | 0                    | 2                    | 1                    | 2                    | 3                    | القائمة              | 8                         | 5                         | 3                         | 0                         | 13                        | 4                         | 2004                      |
| 2008                 | الوصيف               | الثاني               | 6                    | 4                    | 0                    | 2                    | 10                   | 7                    | القائمة              | 12                        | 8                         | 3                         | 1                         | 35                        | 7                         | 2008                      |
| 2012                 | نصف النهائي          | الثالث               | 5                    | 4                    | 0                    | 1                    | 10                   | 6                    | القائمة              | 10                        | 10                        | 0                         | 0                         | 34                        | 7                         | 2012                      |
| 2016                 | نصف النهائي          | الثالث               | 6                    | 3                    | 2*                   | 1                    | 7                    | 3                    | القائمة              | 10                        | 7                         | 1                         | 2                         | 24                        | 9                         | 2016                      |
| 2020                 | دور الـ16            | الخامس عشر           | 4                    | 1                    | 1                    | 2                    | 6                    | 7                    | القائمة              | 8                         | 7                         | 0                         | 1                         | 30                        | 7                         | 2020                      |
| 2024                 | ربع النهائي          | الخامس               | 5                    | 3                    | 1                    | 1                    | 11                   | 4                    | القائمة              | تأهل بصفته البلد المستضيف | تأهل بصفته البلد المستضيف | تأهل بصفته البلد المستضيف | تأهل بصفته البلد المستضيف | تأهل بصفته البلد المستضيف | تأهل بصفته البلد المستضيف | تأهل بصفته البلد المستضيف |
| 2028                 | يحدد لاحقًا           | يحدد لاحقًا           | يحدد لاحقًا           | يحدد لاحقًا           | يحدد لاحقًا           | يحدد لاحقًا           | يحدد لاحقًا           | يحدد لاحقًا           | يحدد لاحقًا           | يحدد لاحقًا                | يحدد لاحقًا                | يحدد لاحقًا                | يحدد لاحقًا                | يحدد لاحقًا                | يحدد لاحقًا                | 2028                      |
| المجموع              | 3 ألقاب              | 14/17                | 58                   | 30                   | 14*                  | 14                   | 89                   | 59                   | —                    | 106                       | 76                        | 20                        | 10                        | 267                       | 68                        | المجموع                   |

* يدل على التعادل بما في ذلك مباريات خروج المغلوب بركلات الترجيح المقررة.
** يشير لون الخلفية الذهبية إلى الفوز بالبطولة.
*** يشير لون الحدود الحمراء إلى أنه تم إقامة البطولة على أرض الوطن.

## روابط خارجية
- منتخب ألمانيا لكرة القدم على موقع ميوزك برينز (الإنجليزية)
- منتخب ألمانيا لكرة القدم على موقع ديسكوغز (الإنجليزية)
- قائمة بيانات منتخب ألمانيا من الموقع الرسمي للفيفا باللغة العربية
- BBC
- CNN
- الأتحاد الألماني لكرة القدم

| سبقه · الأوروغواي | بطل كأس العالم 1954 (أول لقب)  | تبعه · البرازيل  |
| سبقه · البرازيل   | بطل كأس العالم 1974 (ثاني لقب) | تبعه · الأرجنتين |
| سبقه · الأرجنتين  | بطل كأس العالم 1990 (ثالث لقب) | تبعه · البرازيل  |
| سبقه · إسبانيا    | بطل كأس العالم 2014 (رابع لقب) | تبعه · فرنسا     |